# Hoornsche polder
De Hoornsche Polder is een polder en een voormalig waterschap in de Nederlandse provincie Zuid-Holland in de gemeente Alphen aan den Rijn (voorheen Rijnwoude, daarvoor Hazerswoude).
Het waterschap was verantwoordelijk voor de vervening, drooglegging en de waterhuishouding in het gebied.
In het oosten grenst de polder aan de polder Kerk en Zanen, in het westen de Oostbuurtse Polder. In het zuiden ligt de Rietveldse Polder.